# Greenwich Time Signal

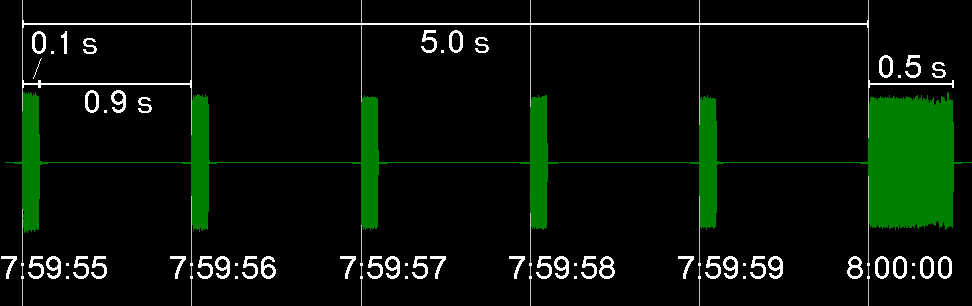
Verlauf der sechs Pieptöne

Das Greenwich Time Signal (GTS) ist ein Zeitzeichen mit einer Serie von sechs Pieptönen beziehungsweise Pfeiftönen, die in einem Sekundenintervall von vielen BBC-Radiosendern ausgestrahlt wird. Es wurde 1924 eingeführt und wird seit 1990 vom BBC erzeugt, um den genauen Beginn der Stunde zu markieren. Der Nutzen der Einrichtung nimmt ab, da es beim digitalen Rundfunk zu längeren Verzögerungen in der Signalverarbeitung kommt.

## Struktur
Es besteht aus fünf kurzen Pieptönen in den fünf Sekunden vor der vollen Stunde und einem langen Ton zur vollen Stunde. Jeder Piepton ist ein Ein-kHz-Ton (mit einer Tonhöhe zwischen B5 und C6). Die ersten fünf Töne dauern eine Zehntelsekunde und der letzte Ton eine halbe Sekunde. Der Zeitpunkt, an dem sich die Stunde ändert, ist der Anfang des letzten Pulses.
Wenn eine Schaltsekunde eingefügt wird (genau die Sekunde vor Mitternacht UTC), wird ein siebter Piepton gesendet. Der erste Piep tritt wie üblich um 23:59:55, und es gibt einen sechsten kurzen Piep bei 23:59:60, gefolgt von einem langen Piepton bei 00:00:00. Durch die Verlängung des letzten Pieptons ist sichergestellt, dass immer der lange Piepton der Stundenwechsel ist. Vor Einführung der Schaltsekunde waren alle Pieptöne gleich lang. Es sind auch negative Schaltsekunden zum Kürzen des Jahres möglich. Sie sind aber in der Praxis noch nicht vorgekommen.
Normalerweise wird das Signal nur zur vollen Stunde auf dem BBC-Inlandsradio übertragen. Der BBC World Service nutzt das Signal auch zu anderen Zeiten. Das Signal wird zu jeder Viertelstunde übertragen.

## Verwendung
Die Tonfolge wird den BBC Radiosendern alle fünfzehn Minuten zur Verfügung gestellt. Sie wird aber regulär nur zur vollen Stunde vor den Nachrichten ausgestrahlt. Bei BBC Radio 4 wird sie stündlich gesendet – außer um 18:00 Uhr und um 00:00 Uhr sowie sonntags um 22:00 Uhr (zu Beginn der Westminster Hour). Dann wird sie durch den Westminsterschlag des Big Ben des Palace of Westminster ersetzt. Kein Zeitsignal wird samstags um 15:00 Uhr sowie sonntags um 10:00 Uhr und um 11:00 Uhr ausgestrahlt. Dies ist durch die Samstagnachmittagsausgabe und die sonntägliche Omnibus-Edition des Hörspiels The Archers bedingt. Auf BBC Radio 2 wird das Zeitsignal um 07:00 Uhr, 08:00 Uhr, 17:00 Uhr und 19:00 Uhr wochentags, um 07:00 Uhr und 08:00 Uhr samstags sowie um 08:00 Uhr und 09:00 Uhr am Sonntag genutzt.
Der Piepton wird in BBC Radio 1 während The Chris Moyles Show um 06:30 Uhr kurz nach den Nachrichten, um 09:00 Uhr als Teil des Tedious Link feature, um 10:00 Uhr (am Ende der Show) und oft vor dem Newsbeat gesendet. Während die meisten Stationen die Tonfolge nur zur vollen Stunde sendeten, war The Chris Moyles Show die einzige Sendung, bei der sie zur halben Stunde ausgestrahlt wurde.
BBC Radio 3 und BBC Radio Five Live verwenden das Zeitsignal nicht.
Der BBC World Service sendet die Pieptöne jede Stunde.
Die BBC Local Radiosender können das Zeitsignal ebenfalls verwenden. Dies liegt aber in der eigenen Entscheidungsgewalt.
Im Jahr 1999 wurden der Klang vom Komponisten David Lowe aufgenommen, und das Stück wurde zu Beginn des BBC Television News Programm ausgestrahlt. Heute wird es noch bei BBC One, BBC World News und BBC News verwendet.
BBC erlaubt nur, dass das GTS als Zeitsignal ausgestrahlt wird. Radiospiele und Komödien mit fiktiven Nachrichten verwenden verschiedene Methoden, um die Ausstrahlung des vollständigen Signals zu vermeiden. Dies kann zum Beispiel durch Fadeout oder durch Spielen von Zwischentönen zwischen den Signalen erreicht werden.

## Geschichte

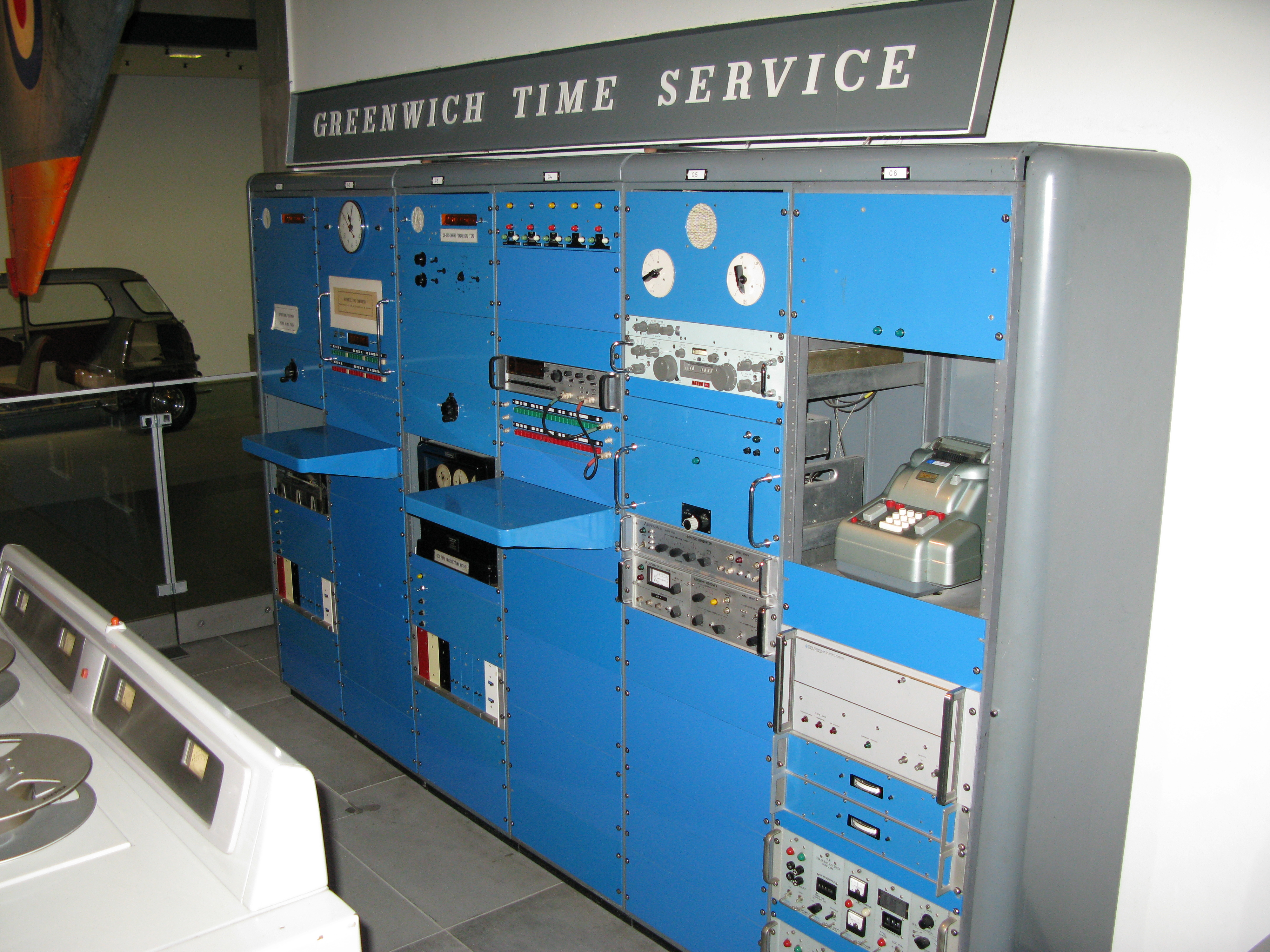
Diese Maschine wurde 1970 verwendet, um das Signal zu erzeugen.

Das Zeitzeichen wird seit dem 5. Februar 1924 ausgestrahlt. Es war eine Idee des Astronomer Royal Sir Frank Watson Dyson und des Chefs der BBC John Reith. Anfangs wurde es von zwei mechanischen Uhren mit elektrischen Kontakten am Pendel im Royal Greenwich Observatory, von dem der alte Zeitstandard Greenwich Mean Time seine Bezeichnung hat, kontrolliert. Zwei Uhren wurden wegen der Ausfallsicherheit verwendet. Jede Sekunde wurde ein Signal an den BBC gesendet und dort in ein Audiosignal umgewandelt.
Anfangs wurde das Zeitsignal um 14.00, 17.00, 20.00 sowie 22.30 Uhr ausgestrahlt.
1957 zog das Royal Greenwich Observatory in das Herstmonceux Castle und sendete das GTS ein paar Jahre später mittels elektronischer Uhren. Die Zuverlässigkeit wurde durch Verlegen einer zweiten Leitung zwischen Herstmonceux und dem BBC verbessert.
Zur weiteren Steigerung der Ausfallsicherheit wurde der Signalpegel auf der Leitung umgekehrt. Ein Fehlerfall kann besser erkannt werden, denn der 1-kHz-Ton liegt nun ständig an, und eine kurze Unterbrechung kennzeichnet das Signal. Bei längeren Unterbrechungen ist von einer Störung auszugehen.
Das Greenwich Time Signal war der erste Ton, der bei den Sommerspielen in Peking während der Übergabezeremonie der Olympischen Spiele an London zu hören war.
Die Tonfolge wurde auch vom BBC Television Service bis in die 1960er Jahre ausgestrahlt.
Aus Anlass des 90. Geburtstags des GTS lief am 5. Februar 2014 im Tagesprogramm von BBC Radio 4 ein Einspieler, welcher das Zeitzeichen zum Thema hatte.

## Ähnliche Zeitsignale in anderen Ländern
Viele Radiosender weltweit nutzen das Greenwichzeitsignal, um den Beginn der Stunde zu markieren. Es wird im Inland und im Ausland und von öffentlich-rechtlichen und privaten Sendern verwendet. Viele Sender verwenden ebenfalls sechs Töne, die denen des BBC World Service ähneln. Einige kürzen die Tonfolge auf fünf, vier oder drei Töne.
- Argentinien – Alle Nachrichten- und Sprachsender (Radio Nacional, Radio Mitre, Radio Continental, Radio 10, Cadena 3 usw.) senden jede Stunde sechs Piepse ähnlich denen des BBC und jede halbe Stunde drei Piepse ähnlich denen aus Katalonien.
- Australien – Piepse werden auf ABC Radio National und ABC Local Radio am oberen Ende jeder Stunde sowie auf Fairfax Media talkback stations- 2UE, 3AW, 4BC und 6PR.
- China – Nationales Radio China und alle lokalen Radiostationen verwenden ein ähnliches Sechs-Ton-Zeitsignal zur vollen Stunde. Fünf kurze Töne (0,25 s, 800 Hz) während der letzten fünf Sekunden der alten Stunde herunterzählen und ein langer, höherer Pitch (0,5 s, 1600 Hz) der neuen Stunde.
- Deutschland – Deutschlandfunk sendet jede Stunde fünf Pieptöne, wobei der letzte länger ist als die anderen. Zwischen 05:00 und 18:00 Uhr an Wochentagen werden sie zusätzlich jede halbe Stunde ausgestrahlt, und um 21:00 Uhr werden sie häufiger ausgelassen, wenn keine Nachrichten gesendet werden.
- Finnland – Auf den Radiosendern YLE werden die Piepse zur vollen Stunde gesendet.
- Frankreich – France Inter sendet vier sehr kurze Piepse jede Stunde. Der letzte Piep, der die gleiche Länge wie die anderen hat, markiert den Stundenwechsel. Einige Lokalsender (France Bleu) haben auch vier Piepse, die etwas länger sind.
- Hongkong – Ein Sechs-Ton-Zeitsignal wird auf den Funkkanälen von Radio Television Hong Kong verwendet.[11] Das Signal wird vom Hongkong Observatorium tagsüber halbstündlich und in der Nacht stündlich vor den Nachrichtenschlagzeilen ausgestrahlt.
- Indien – Sechs Piepse werden vom All India Radio vor Beginn seines Delhi News Bulletins verwendet.
- Irland – Sechs Piepse werden vor den Nachrichten um 07:00, 13:00 und 24:00 Uhr auf RTÉ Radio 1 gesendet.
- Israel – Kol Israel stündliche Nachrichtensendungen beginnen mit sechs Tönen, wobei der sechste Ton länger ist.
- Italien – Das nationale italienische Radio „Rai“ verwendet 6 Töne, um die genaue Zeit in allen Stationen zu signalisieren. In den jeweiligen Sendern werden sie zu unterschiedlichen Zeiten gesendet: Rai Radio 1 signalisiert die Stunde. Rai Radio 2 sendet zur halben Stunde. Rai Radio 3 signalisiert die 45. Minute der jeweiligen Stunde. Alle Signale stammen vom Istituto Metrologico di Torino, dem nationalen Forschungsanstalt für Maße und Zeit. Um 6 Uhr senden Rai Radio 1, Rai Radio 2 und Rai Radio 3 das Signal am Tagesstart.
- Japan – NHK-Television benutzte früher drei kurze Piepse für die Sekunden :57 bis :59 der Sekundenanzeige und einen längeren Drei-Sekunden-Piep von :00 bis :03 kurz vor dem Start der Nachrichten.[12][13] Der längere Drei-Sekunden-Piep konnte bei besonderen Ereignissen oder bei Zeitnot auch kürzer ausfallen.
- Früheres Jugoslawien – JRT sendete die sechs Piepse vor den Nachrichten (zu jeder Stunde) im Radio sowie im Fernsehen vor dem Start des TV-Dnevnik um 20:00 Uhr. Die Ausstrahlung wurde 1974 eingestellt, als die Sendung in seine heutige Sendezeit (19:30 Uhr) verschoben wurde.
- Kanada – Das National Research Council Time Signal wird täglich um 12.00 Uhr auf Ici Radio-Canada Première und auf CBC Radio One um 13:00 EST / EDT. Es ist Kanadas am längsten laufendes Radioprogramm und wird seit dem 5. November 1939 täglich ausgestrahlt.
- Malaysia – RTM Radiostationen verwenden die Piepse stündlich vor der Nachrichtensendung. Es ertönt aber nur ein Ton zum Stundenwechsel. Bis Ende 2012 ist das Zeitsignal einfach ein kurzer Piep auf der 59. Sekunde vor der vollen Stunde und ein längerer Piep beim Stundenwechsel. In einem Nachrichtenbericht des The Star am 1. Januar 1982 wurden die Piepse verwendet, um dem BBC zu ähneln.
- Neuseeland – Es wird die Tonfolge von BBC Radio 4 verwendet. RNZ National spielt die sechs Piepse am Anfang jeder Stunde.
- Niederlande – Es werden nur drei Piepse verwendet (bis 1991 waren es sechs).[14]
- Nordkorea – Die Piepse sind auf Stimme Koreas vor dem Start um 17:00 zu hören.
- Pakistan – Der sindhi-sprachige Nachrichtensender KTN News spielt zu Beginn der Nachrichten fünf Piepse.
- Polen – Das polnische Radio hat vor der vollen Stunde fünf Piepse und einen Piepton.
- Schweiz – Der erste Kanal des Schweizer Radios spielte ehemals sechs kurze Piepse, der letzte war höher als die anderen.[15]
- Spanien – Das Signal wird von fast allen Radiosendern, auch von Musikstationen, ausgestrahlt. Die Häufigkeit der Ausstrahlung ist aber unterschiedlich: Musikstationen verwenden normalerweise Piepse zur vollen Stunde. Die meisten nicht-musikalischen Sender senden das Signal alle 30 Minuten. 40 Principales, das wichtigste Musikradio in Spanien, sendete eine andere Version von GTS: Zuerst die zwei Piepse, dann wird eine Musik im Hintergrund hinzugefügt. Diese Station verwendet insbesondere nur vier Piepse. Typischerweise werden für die zwei letzten zwei verschiedene Frequenzen verwendet (was zu einem modernen Rhythmus führt). Andere Musikradios wie Máxima FM und M80 Radio, beide im Besitz von Prisa, und Europa FM verwenden einen ähnlichen Effekt.
  - Katalonien, Spanien – die Tanzmusikstation Flaix FM und die Hot-Air-Station Ràdio Flaixbac, beide im Besitz der gleichen Mediengruppe, sendeten jede halbe Stunde eine sehr kurze Sequenz von zwei sehr kurzen Tönen, gefolgt von einer Längeren, das Ganze dauerte nicht mehr als anderthalb Sekunden. Els 40 Principals, die katalanische Ausgabe des spanischen Rundfunks Los 40 Principales, verwenden denselben Jingle mit einer Mischung aus GTS und korporativer Musik.
- Sri Lanka – Sri Lanka Broadcasting Corporation verwendet GTS-Piepse auf ihren Radiokanälen, um den Beginn der Stunde vor jeder Hauptnachrichtensendung zu markieren. Andere Stationen verwenden keine Piepse.
- Ungarn – Der nationale Radiosender Kossuth überträgt fünf stereophone Piepse zu jeder vollen Stunde, der fünfte ist länger als die anderen.
- Vereinigte Staaten – Die Piepse können auf dem Middlebury College Radiosender WRMC gehört werden.